# Ian Sloan
Ian Hugh Sloan AO (Melbourne, 1938) é um matemático australiano.